# Válka ligy z Cambrai
Válka ligy z Cambrai byl další z válečných konfliktů (tzv. Italských válek) na Apeninském poloostrově, který probíhal v letech 1508–1516. Účastnila se jí většina italských městských států, největší evropské velmoci a i švýcarští žoldnéři.
Původně byla liga utvořena Juliem II. proti Benátské republice. Jednalo se o spojenectví Svaté říše římské, Španělska, Francie, Ferrarského vévodství a Papežského státu. 27. dubna roku byl 1509 na Benátky uvalen interdikt.
Už v roce 1510 bylo uzavřeno příměří, které však trvalo pouhý rok. Julius II. se tentokrát s Benátčany a ostatními svými spojenci spojil proti Francii, která získávala v Itálii čím dál větší vliv. Svou pomoc nové lize nabídl i Jindřich VIII. Tudor
Spory o kořist ovšem Benátčany přivedly na stranu Francie. Válku nakonec ukončila úmrtí Julia, Ludvíka i Ferdinanda. Poslední její etapu už vybojoval Ludvíkův následník František I. Francouzský Poměr sil v Itálii byl po skončení války stejný jako v roce 1508.

## Vznik ligy z Cambrai

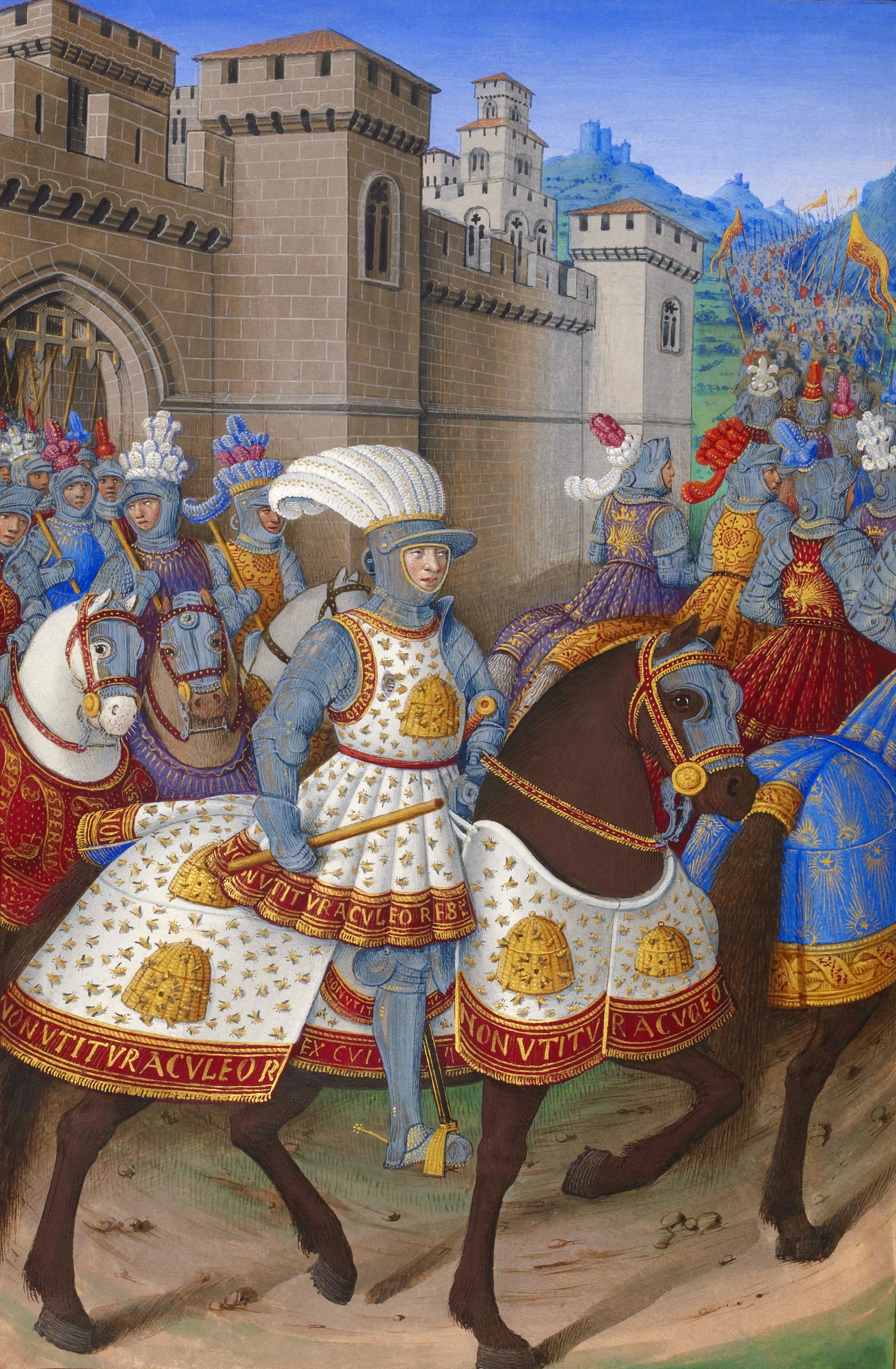
Ludvík XII. vyráží v roce 1507 dobývat Janov

I když je dnes Cesare Borgia vnímán jako tyran a krutovládce, nelze mu upřít zásluhy za dobytí oblasti Romagne pro Papežský stát. Té byl přikládán takový význam, že se jí okamžitě po jeho pádu zmocnila benátská vojska. Papež Julius II. byl takovou ztrátou natolik zasažen, že při první možné příležitosti zahájil diplomatická jednání o jejím navrácení.
Nedosáhl žádného velkého úspěchu. Pouze se více utvrdil v tom, že je nutné zamezit další expanzi Benátské republiky. O pomoc s tímto nelehkým úkolem požádal římského císaře Maxmiliána I., který velice záhy vpadl do Benátska. Podcenil ovšem své nepřátele a nakonec se vrátil s nepořízenou.
Papež Julius byl sice zklamán, ale nepřestal racionálně uvažovat a raději se poohlížel po dalších možných spojencích proti Benátčanům. Nebylo těžké je najít, ti nejmocnější panovníci západní Evropy prahli přiživit se na italském území. Kromě Maxmiliána se nabídl i Ferdinand II. Aragonský ze Španělska a taktéž bojovný Ludvík XII. v čele Francie.
Když se k této sestavě přidal i ferrarský vévoda Alfons d’Este, prohlásil ji papež na sklonku roku 1508 ve městě Cambrai za svatou ligu. Její cíl byl na dosah, Benátčané totiž neměli armádu schopnou čelit Francouzům, kteří válku zahájili.

## Válka ligy z Cambrai (1508–1510)
Neschopnost Benátčanů nebyla dána ani tak samotnou armádou, jako spíše roztržkou mezi dvěma vrchními veliteli – kondotiéry Bartolomějem d'Alvianem a Niccolem di Pitiglianem. Jejich plány na boj s Ludvíkem se značně lišily. To se také projevilo v bitvě u Agnadella, kde byla benátská armáda na hlavu poražena a d'Alviano navíc padl do zajetí.
Francouzi velice rychle zlomili všechen odpor. Pitigliano se musel stáhnout a jen nečinně přihlížet, jak se města v Romagne i v Benátsku dobrovolně vydávají do nepřátelských rukou. Nejvíce sídel takto získal Maxmilián I., jehož emisaři měli značný náskok před všemi ostatními.
V Benátkách asi nikdo netušil, že právě vzpoura v císařových městech postaví Pitigliana opět na nohy. Když totiž v Padově propukla revolta a císařští odtud byli vyhnáni, naverboval zde generál nové muže a následně pomohl všem ostatním bouřícím se sídlům. Nahradil tak mnohé škody, které již utrpěl.
Pitigliano sice slavil úspěchy, ale ve skutečnosti by jen oddaloval svou definitivní porážku. Benátští místodržící si to dobře uvědomovali a proto nabídli papeži příměří. Podmínky, za kterých byl Julius ochoten na návrh přistoupit, byly tvrdé. Benátčané přišli o svá zvláštní privilegia, museli se vzdát Romagne a vyplácet tučnou rentu jako odškodné.

## Válka ligy z roku 1511 (1511–1516)

### Liga proti Francii

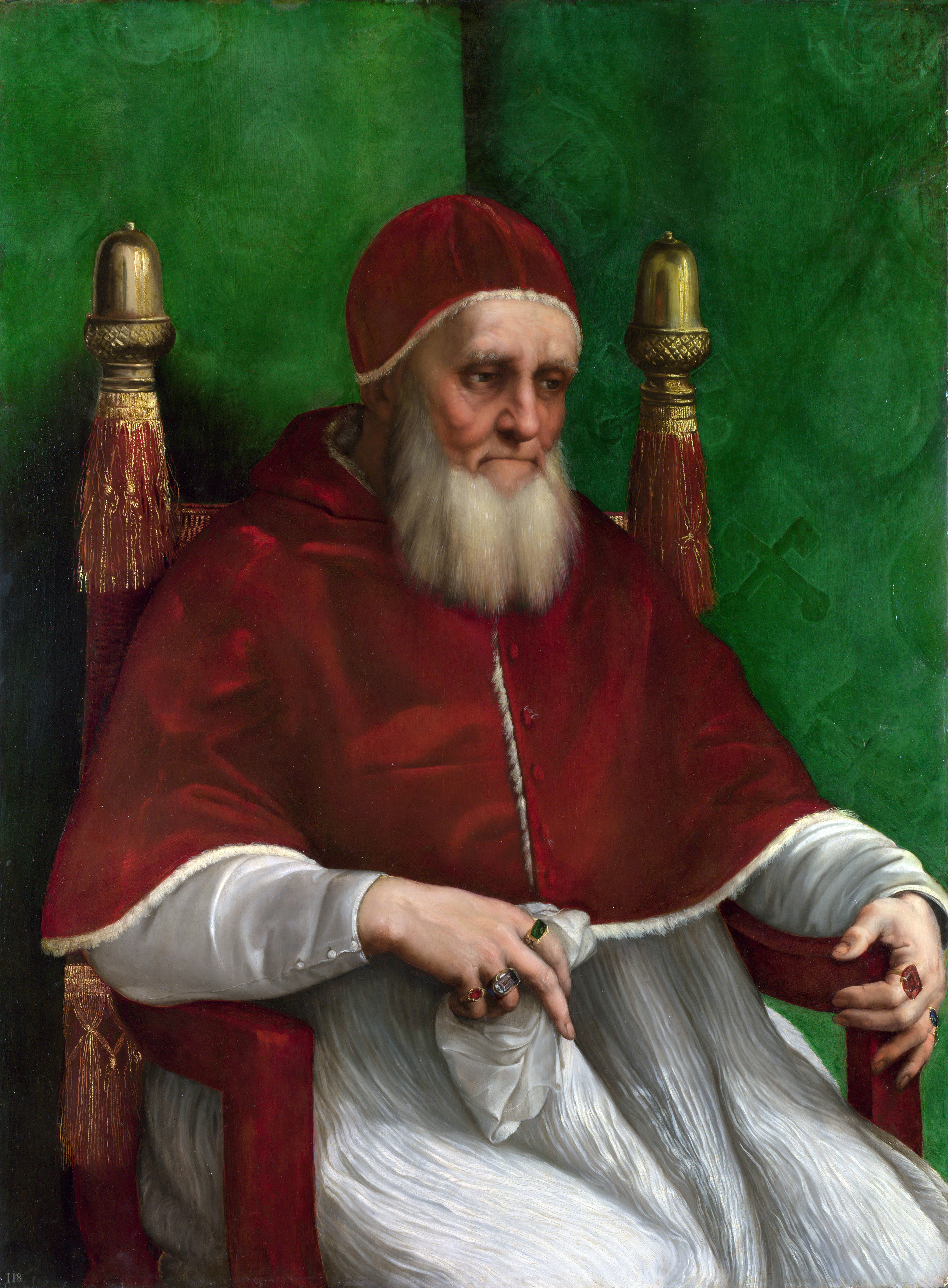
Papež Julius II.

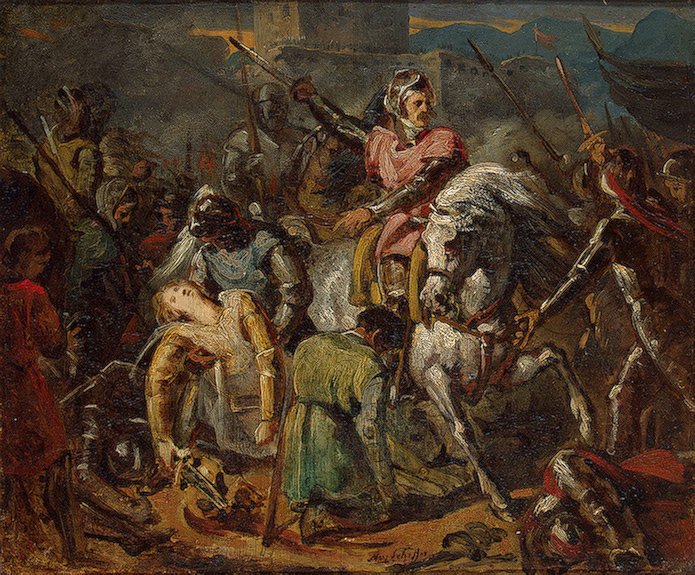
Skon Gastona de Foix v bitvě u Ravenny

Válka byla sice skončena roku 1510, ale netrvalo to dlouho, než se boje opět rozhořely. Papež Julius se totiž nyní zalekl toho, jakou moc si v Itálii vydobyli Francouzi. Proto s Benátčany vyjednal vojenskou podporu, aby Ludvíkovi a jeho novému spojenci Alfonsovi d'Este nečelil sám.
Julius měl v plánu zabavit Francouze v Miláně, k čemuž si najal armádu švýcarských žoldnéřů. Ta ovšem svůj úkol nesplnila – rozutekla se na všechny strany. Benátčané byli nadále oslabení a papežští nebyli schopní čelit dvěma nepřátelům dohromady. Tak se stalo, že byl papež zahnán od Ferrary a velice rychle přicházel o svou draze získanou Romagnu.
Aby zvrátil nešťastný průběh války, rychle se obrátil na své dosavadní spojence, Maxmiliána a Ferdinanda. Oba mu poskytli svou pomoc a vyhlásili společně proti Ludvíkovi další svatou ligu. Překvapující může být to, že se k nim přidal i anglický král Jindřich VIII. Jeho zájmy ovšem byly mimo Itálii, šlo mu o území ve Francii.
Francouzskému generálovi Gastonu de Foix bylo jasné, jaká část armády bude povolána k boji s Angličany. Očekávalo se od něj, že s ligou rychle skoncuje. Proto nepřátele v dubnu 1512 vyprovokoval k boji u města Ravenna, kde nad nimi vydobyl velkého vítězství. Ale sám se nedožil jejího konce…
Jeho nástupce nebyl sice špatný velitel, ale nebyl zdaleka tak energický, jako de Foix. Strávil v Itálii příliš dlouhou dobu v nečinnosti. To se mu vymstilo, když měl čelit invazi švýcarských žoldnéřů Maxmiliána Sforzy, který chtěl s jejich pomocí obhájit své právo na Milánské vévodství.
Francouzi museli opustit Romagnu, aby se v Lombardii pokusili Maxmiliána zastavit. Ale elitní švýcarské jednotky jim daly ochutnat hořkost porážky, takže se nakonec Lombardie vzdali a zmizeli za Alpskými hřebeny. Liga mohla slavit vítězství.
Vítězná euforie se však nedostavila. Vítězové se okamžitě rozkmotřili. Maxmilián I. se totiž odmítal dělit o získaná území s Benátčany. Julius si ho považoval mnohem více, proto mu dal za pravdu a zbavil je všech územních nároků. Aby tuto křivdu napravili, zástupci republiky požádali o pomoc Ludvíka.

### Francouzsko-benátský pakt (První italská válka Františka I.)
Společně stanovili plány o tom, jak si společně rozdělí celou severní Itálii. Tyto vize byly ovšem trochu bláhové, boje totiž francouzská vojska zahájila roku 1513 neúspěchem v Lombardii před Milánem a porážkami od Maxmiliána I. a Jindřicha VIII.
Benátčané si nevedli o mnoho lépe. Do jejich čela se vrátil Bartoloměj d'Alviano, ovšem před Španěly ho zachránila pouze ta skutečnost, že mu nebyli schopni zasadit finální úder. I díky tomu nastal zvrat. V první řadě byl zapříčiněn uzavřením příměří mezi Anglií a Francií. Hřebík do rakve ligy byla smrt jejího vůdce – Julia II.
Ludvík XII. brzy skonal také. Nastoupil po něm František I. Ten sebral nové vojsko a pln odhodlání vtrhl do Lombardie a roku 1515 skoncoval se Švýcary a s Maxmiliánem Sforzou v bitvě u Marignana.
V důsledku této bitvy se severní Itálie opět ocitla v rukou Benátčanů a Francouzů a liga ztratila vůli bojovat. Nebyla už podporována ani novým papežem Lvem X. Bohužel, rok 1516 pro Itálii neznamenal konec nepřetržitých krvavých bojů…